# Salching
Salching är en kommun och ort i Landkreis Straubing-Bogen i Regierungsbezirk Niederbayern i förbundslandet Bayern i Tyskland.
Kommunen ingår i kommunalförbundet Aiterhofen tillsammans med kommunen Aiterhofen.